# Worldline
Worldline, «Уорлдлайн» — французская компания, поставщик платёжных услуг. Компания работает в большинстве стран Европы, а также присутствует в Азиатско-Тихоокеанском регионе и Америке. Штаб-квартира расположена в деловом квартале Дефанс в пригороде Парижа.

## История
Компания была основана в 1972 году под названием Sligos как дочерняя структура банка Crédit Lyonnais. В 1973 году Sligos получила первый во Франции контракт на обслуживание банковских карт. В 1997году, в результате слияния Sligos с компанией Axime, возникла компания Atos. В 2000 году, после поглощения нидерландской компании Origin название было изменено на Atos Origin. В 2004 году была создана компания Atos Worldline в качестве дочерней структуры Atos Origin. В 2006 году были поглощены бельгийские платёжные сети Banksys и Bank Card Company. В период с 2010 по 2012 год были поглощены ещё несколько компаний, включая Shere Ltd. (Великобритания), Venture Infotek (Индия), Siemens IT Solutions and Services и Quality Equipment (Нидерланды). В 2014 году Worldline была выделена из Atos путём размещения акций на бирже Euronext Paris. В 2016 году Worldline купила контрольный пакет акций компании Equens, она была переименована в equensWorldline. В 2018 году у швейцарской SIX Group за 2,75 млрд долларов была куплена компания SIX Payment Services.
В феврале 2020 года компания Worldline приобрела компанию Ingenico в сделке стоимостью 8,6 млрд долларов. В 2022 году было продано подразделение Terminals, Solutions & Services (TSS) по производству терминалов для банковских карт.

## Собственники и руководство
Крупными держателями акций Worldline по состоянию на 2024 год были SIX Group (10,53 %), Harris Associates (7,99 %), Crédit Agricole (6,99 %), Fidelity International (5,75 %), bpifrance (5,04 %).
Жиль Грапине (Gilles Grapinet, род. 3 июля 1963 года) — генеральный директор с 2013 года.

## Деятельность
Выручка Worldline за 2023 год составила 4,6 млрд евро, её распределение по регионам: Северная Европа — 35 %, Центральная и Восточная Европа — 35 %, Южная Европа — 20 %, другие регионы (Индия, Китай, Австралия, США, Канада, Аргентина) — 10 %.
Подразделения по состоянию на 2023 год:
- торговые услуги — проведение платежей для торговли, около 1,4 млн торговцев, 30,6 млрд транзакций в год, поддерживает более 200 типов оплаты (кредитные и дебетовые карты, банковские переводы, электронные кошельки и др.); 72 % выручки;
- финансовые услуги — аутсорсинг некоторых видов банковской деятельности, включая выпуск банковских карт, обслуживание сети банкоматов, контроль прохождения платежей; клиентами Worldline являются многие крупные европейские банки; 20 % выручки;
- мобильность и электронные платежи — специализированные услуги, такие как электронные билеты на транспорт, электронные паспорта и другие документы, анализ поведения потребителей, аутсорсинг контактов с потребителями; 8 % выручки.